# اسبومار
اسبومار یا آسبومور ییلاق و منطقه کوهستانی در ۲۵ کیلومتری غرب دهستان ساحلی جوکندان از توابع شهرستان طوالش در استان گیلان واقع شده‌است. ارتفاع از سطح دریا ۱۹۰۰ متر با آب هوایی سرد و خشک که در تابستان‌ها با دمای میانگین ۱۲ درجه سانتیگراد بسیار خنک و در زمستان در بیشتر مواقع با دمای زیر صفر درجه بسیار سرد و غیرقابل سکونت می‌باشد. 

## تاریخچه
این روستااز قدیم ییلاق دو طایفه جانی لو با ۹ خاندان (به جوکندان اول جونی محله نیز گفته می‌شود) و عزیزلو با ده خاندان (عزیز یوردی بالاتر از اسبومار برگرفته از این نام بوده‌است )از ایل تول که عموما" قشلاق آن‌ها جوکندان اول (انوش محله جوکندان) و تعدادی در چلونصر ،جوکندان بزرگ، دیزگاه، قنبرمحله، سیاهکت محله و سیاهکل محله دهستان جوکندان هستند. در گذشته جوکندانی‌ها اواسط فصل بهار پیاده از جنگل‌های رشگاجی با گذر ار دیگولی و کراله به اسبومار کوچ می‌کردن و با توجه به اینکه اکثرا" کشاورز و دامدار بودن برای چرای حیوانات خود را چند وقتی به کورینگی بیل بالاتر از اسبومار میبردن و جو و گندم نیز کاشت می‌کردن و در آخر تابستان در موقع برگشت به گیلان (در گویش شمالی‌ها به قشلاق گیلان گفته می‌شود ) چند روزی را در جنگل برای چرای گاوها و گوسفندهای خود سپری می‌کردند. قدیمی‌ها تاریخچه نام اسبومار را از کلمه‌هایی چون عکس مار که تصویر ماری در سنگ دیده می‌شود ذکر میکنند ولی ظاهراً اسبومار از دو کلمه آسپ و مور در تالشی به معنی اسب و مار گرفته شده‌است هر دو در این ارتفاعات به وفور دیده می‌شود.
که در حال حاضر قدیمی‌ها به صورت آسبومور تلفظ میکنند. البته در نقشه‌های سازمان برنامه بودجه کشور با عنوان «اسب عمر» ذکر شده‌است.

## موقعیت جغرافیایی
اسبومار در ۳۲ کیلومتری غرب شهر هشتپر در دل کوه‌های تالش مرکزی از غرب به کانتی کت و حدمرز اردبیل (۲۰ کیلومتر) از شرق به روستای بسک (۸ کیلومتر) از شمال به ییلاق سوباتان (۵ کیلومتر) و از جنوب به دشت شکردشت (۳ کیلومتر) متصل می‌باشد.

## سوغات و محصولات
- انواع نان (نان حلوایی، ساجا نون، نون تنوری)
- انواع لبنیات (شیر، کره، ماست، شور)
- انواع غذا (پندیره ویسوج، سوجادیله، قورما، سیرجینه، کله پلو، پته، کباب گوسفند و مرغ محلی لونگی )

## دیدنی‌ها

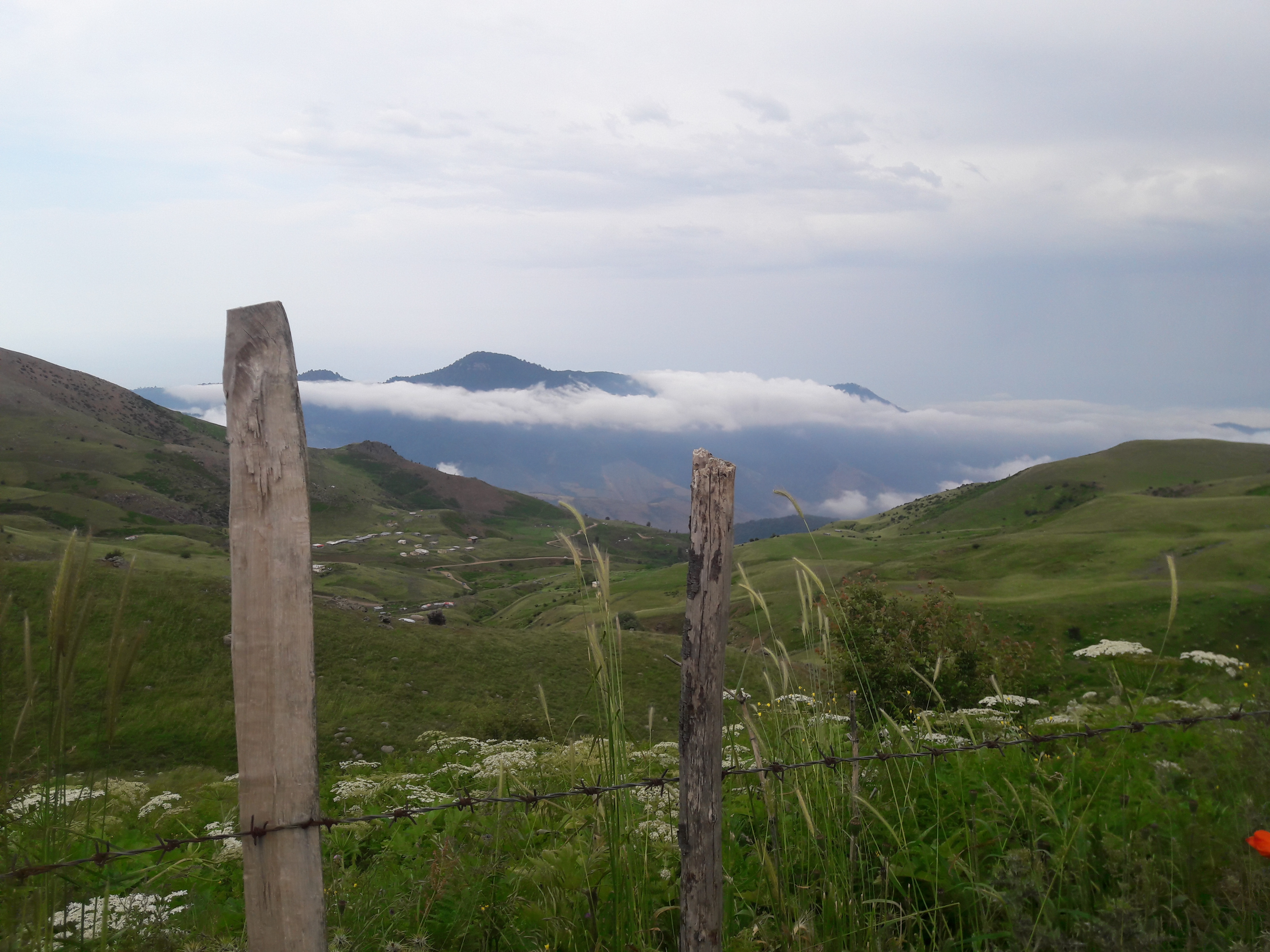
نمای رشگاژی از اسبومار

- آرامگاه فیروزشاه زرین کلاه (رنگینه هونی)
- آبشار سله پشت
- چشمه آلاشا چول
- دوشان داشی(خرگوشا کت)
- قله کانتی کت
- کورینگی بیل
- عزیزیوردی
- چشمه باتمان بلاق: میان سوباتان و آسبومار
- اولاپا
- جاده جنگلی کولات
- جاده سوباتان
- جاده شکردشت

## مسیر دسترسی
- پیاده‌روی:تالش- جوکندان- ترک محله- کراله- دیگولی- رزه- رسمجی- بسک- بلگو- بوبوناپشت -ساری چال- اسبومار
- ماشین رو (تالش):تالش - هشتپر- سه راه ییلاق- سراگاه-ماشین خانه-کیشون بن- پرده سر- رزه-رسمجی- بسک- بلگو- بوبوناپشت -ساری چال- اسبومار
- ماشین رو (اردبیل): اردبیل- هیر -شبلو-عباس‌آباد- نئور-چمچمی- باغداگل- عزیز یوردی- کورینگی بیل- دسر -اسبومار

ییلاق اسبومار با بیش از دویست خانه یکی از بزرگترین ییلاق بخش مرکزی در دهستان جوکندان واقع شده که همه ساله مسافران زیادی برای گذراندن اوقات خوش در بهار و تابستان به آنجا مسافرت می‌کنند.
اسبومار داری ۵ مغازه یک مسجد و آب لوله‌کشی می‌باشد.